# Konverse

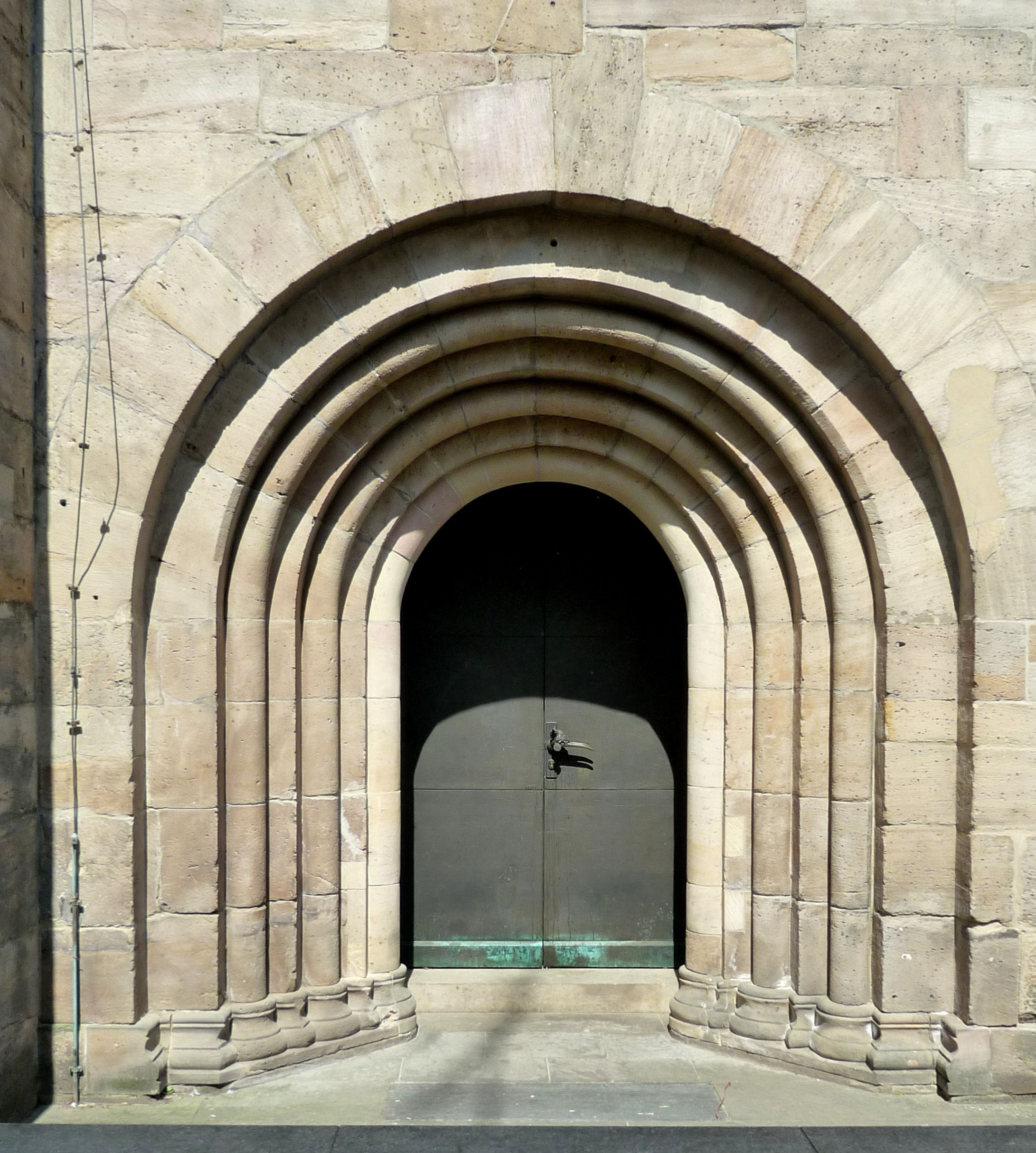
Konversenportal an der Südseite der Abteikirche Otterberg in der Pfalz

Konverse (lat. Plural: Conversi) war in den monastischen Orden eine andere Bezeichnung für Laienbrüder, die keine Weihen empfingen und vorwiegend körperliche Arbeiten verrichteten. Konversen arbeiteten im Kloster als Handwerker, in der Landwirtschaft und im Garten. Neben einfachen Tätigkeiten übten Konversen im Mittelalter auch verantwortungsvolle Tätigkeiten als Kaufleute, Zinsmeister und Verwalter von Stadthöfen und Grangien aus. Von bleibender Bedeutung waren sie vor allem als Baumeister und -handwerker. Als Verwalter von Grangien stützten sie sich auf die Arbeit von Klostergesinde und Lohnarbeitern (mercenarii) und waren dem Abt und Cellerar des Klosters rechenschaftspflichtig.
Innerhalb des Klosters aßen und schliefen die Konversen in einem gesonderten Gebäudeteil (Konversenflügel, Konversenhaus). Das Betreten der Klausur und die Teilnahme am Kapitel war den Konversen in der Regel nicht gestattet. In der Klosterkirche waren sie durch einen Lettner vom Mönchschor getrennt (wie etwa im Kloster Maulbronn) und betraten die Kirche durch eine eigene Konversenpforte an der West- oder Südseite (z. B. in der Abteikirche Otterberg). Auch ihre Ordenstracht unterschied sich von der der Vollmitglieder eines Konvents.
Für die Berufung des Konversen nicht geeignete Bewerber wurden nach Empfang der Tonsur und Anlegen besonderer Kleidung als Familiare an das Kloster gebunden. Konversen, die ihrer Arbeit nicht nachkamen, konnten unter die Familiaren versetzt werden.
Das Institut der Konversen entwickelte sich im 11. Jahrhundert. In der Gemeinschaft der Vallombrosaner wurden Konversen 1037/1050 erwähnt, in den zwischen 1096 und 1112 verfassten Consuetudines dieses Ordens sind sie als feste Gruppe neben Mönchen und infantes dargestellt. Das Hirsauer Formular von 1075 zeigt, dass es schon vor der Zeit der Zisterzienser Konversen gab, möglicherweise beeinflusst von Vallombrosa. Der Kartäuserorden kannte Konversen seit seiner Gründung 1084. Zu Zisterzienserinnen-Klöstern gehörten auch Konversinnen, im Spätmittelalter auch männliche Konversen. Um das Kloster ausreichend versorgen zu können, kamen in Hochzeiten des Konversen-Institutes auf einen Chormönch ein oder zwei Konversen. Für die Abtei Rievaulx in Yorkshire werden für das Jahr 1167 140 Chormönche und 500 Laienbrüder genannt.
In den meisten monastischen Orden galten die Konversen früher nicht als vollwertige Mönche, doch glichen sich ab dem Spätmittelalter die Rechte der Konversen denen der Mönche an; gleichzeitig bildete sich das Institut der Donaten (donati, Halb-Konversen) und der Oblaten. Dies änderte sich mit der Anpassung des Ordenslebens an die Vorgaben des Dekrets Perfectae caritatis (über die zeitgenössische Erneuerung des Ordenslebens) des Zweiten Vatikanischen Konzils. In vielen Gemeinschaften erlangten sie nach 1970 volle Kapitelrechte und -pflichten.